# حمام الراعي
حمّام الراعي وهو من حمامات بغداد العامة القديمة في. جانب الرصافة أدركنا خرائبه في محلة قهوة شكر قرب الفناهرة ،  نسبت إليه محلة حمام الراعي القديمة في بغداد والتي عرفت فيما بعد باسم محلة قهوة شكر. وجاء أيضاً ان محلة العباخانة كانت تسمى حمام الراعي سابقاً.أشير إلى هذه المحلة في وقفية الحاج إسماعيل جلبي الشطي بانه وقف جميع الأراضي البسيطة الواقعة في محلة حمام الراعي وذلك في وقفيته المؤرخة في 5 رجب 1215ه‍. 
وكذلك أشير إلى الحمام في وقفية مؤرخة في 26 محرم. سنة 1098ه‍، انه في محلة قهوة شكر قرب الفناهرة، وقد أصبح أثراً بعد عين. 